# Xylocopa dibongoana
Xylocopa dibongoana is een vliesvleugelig insect uit de familie bijen en hommels (Apidae). De wetenschappelijke naam van de soort is voor het eerst geldig gepubliceerd in 1923 door Hedicke.